# Розкриття пластів на рівновазі пластового та вибійного тисків
Розкриття пластів на рівновазі пластового та вибійного тисків — технологія буріння свердловин на вуглеводні з підтримуванням рівноваги між пластовим та вибійним тисками, тобто величина диференційного тиску приблизно дорівнює нулю.

## Загальний опис
Під час буріння глибоких свердловин (до 5000 м і більше) продуктивні горизонти здебільшого розкривають з репресіями на пласти. У практиці буріння відомі негативні наслідки неякісного розкриття нафтогазоносних горизонтів з перевищенням гідростатичного тиску над пластовим, особливо на родовищах з АВПТ, де використовують обважнені промивальні рідини. Так наприклад, при бурінні на розвідувальних площах Передкарпатського прогину — Рожнятів, Космач-Покутський, Вільхівка та ін. у ході розкриття нафтоносних пластів використовували обважнену промивальну рідину густиною 1700—2100 кг/м3, при репресії на пласти 15–20 МПа. На цих свердловинах при хорошій геофізичній характеристиці пластів-колекторів одержали дуже малі припливи нафти.
При великих репресіях на продуктивні пласти у процесі буріння свердловин, відбувається повна або часткова втрата гідродинамічного зв'язку пластів із свердловиною. У таких свердловинах при випробуванні на приплив мають місце невиявлені нафтогазоносні пласти і втрата потенційних робочих дебітів на тривалий час.
Останнім часом використовується технологія буріння свердловин з підтримуванням рівноваги між пластовим та вибійним тисками, тобто величина диференційного тиску приблизно дорівнює нулю. При застосуванні такої технології породи-колектори практично не забруднюються, а дебіт свердловини дорівнює максимально можливому. Крім того, при бурінні на рівновазі значно підвищуються швидкості проходки, збільшується термін роботи доліт, скорочуються витрати на промивальні рідини (немає потреби їх обважнювати), існує можливість зменшення кількості обсадних колон.
Відомо, що якість розкриття пластів можна покращити, знаючи закономірності розподілу пластових тисків у покладах. Завдяки регулюванню глибини установки підошви (опирача) проміжних колон у продуктивному розрізі можна регулювати величину репресії на пласти.
Обмеження величини репресії на пласти завдяки зменшенню густини промивальної рідини дозволяє підвищити ефективність геофізичних робіт і газового каротажу. При розкритті розрізу з великими репресіями на продуктивні пласти відбувається витіснення газу від стінок свердловини. У промивальну рідину потрапляє незначна частина газу, і на газокаротажній кривій фіксуються значення, які не перевищують фонових. При цьому пласти з гарними колекторськими властивостями будуть задавлені і заглинизовані, а малопористі пласти, з низькими фільтраційними властивостями, не будуть задавлені. Це призводить до підвищеного розгазування промивальної рідини і появи піків на газокаротажних діаграмах. Внаслідок дифузії газу у промивальну рідину низькопроникні пласти на діаграмах матимуть вигляд зон з підвищеною газоносністю.
Отже, найбільш раціональним є буріння «на балансовій рівновазі» між тиском флюїдів у порах і гідростатичним тиском промивальної рідини у свердловині. При бурінні на рівновазі, враховуючи досвід буріння свердловин в США, репресію на пласт підтримують в межах 0–2,5 МПа. При цьому важливо вчасно виявити момент входження в зону з АВПТ і правильно оцінити величину тиску. Існуючі технології дозволяють здійснювати контроль за пластовим тиском у процесі буріння свердловини і проводити її на мінімально необхідній густині промивальної рідини.
Умова рівноваги тисків має вигляд:
Рпл=Pст+Pгд+Pгкп
де Рст − гідростатичний тиск стовпа промивальної рідини;
Ргд − втрати тиску на подолання опорів під час руху промивальної рідини в кільцевому просторі свердловини;
Ргкп − надлишковий тиск на гирлі кільцевого простору свердловини.
При забезпеченні безперервної якісної дегазації промивальної рідини і недопущенні насичення її нафтою, можна досягнути, що Ргкп ≈ 0.
Запровадження технології буріння при рівновазі тисків можливе за умови:
− застосування спеціального вибійного та гирлового обладнання, що контролює процеси, які відбуваються у свердловині, та унеможливлює викиди флюїду з неї під час буріння. До складу глибинного обладнання входять датчики, які безперервно передають інформацію на денну поверхню. До складу гирлового обладнання входять обертальні превентори високого тиску та штуцери, які автоматично змінюють розміри прохідного отвору, внаслідок чого підтримується постійний протитиск на виході промивальної рідини із свердловини;
− застосування методів та засобів оперативного виявлення зон з аномально-високими пластовими тисками. Існує багато способів виявлення зон з аномально-високими тисками за дотичною інформацією, яка реєструється при бурінні: збільшення швидкості проходки, зменшення крутного моменту на роторі, підвищення навантаження на гаку вище розрахункового, збільшення рівня промивальної рідини у приймальних ємностях, зміна густини вибурюваної породи, наявність газу у промивальній рідині тощо. Першими ознаками розкриття пластів із АВПТ можуть бути зменшення питомого опору породи (за даними електричного каротажу) та збільшення часу проходження звукової хвилі (за даними акустичного каротажу).
Але зазначені методи не є оперативними, оскільки більшість з названих чинників проявляється лише після початку розкриття зон з АВПТ. У світовій практиці буріння проводяться дослідження спрямовані на удосконалення пристроїв, які записують на вибої свердловини дані про роботу долота, параметри промивальної рідини та властивості гірських порід. Розроблено спеціальні види каротажів, які дають змогу прогнозувати зони з АВПТ безпосередньо під час буріння. До них належать: каротаж, що ґрунтується на залежності між густиною порід та пластовим тиском; моментальний каротаж, під час якого використовують дані про вібрацію бурового інструменту; фіксація наявності газу на вибої у промивальній рідині за допомогою спеціального зонда.
Використання будь-якого з цих методів окремо не дає повної гарантії своєчасного виявлення зон з АВПТ, отримання достовірних результатів ґрунтується на їх комплексному застосуванні.
Для проектування раціональної конструкції свердловини, яка забезпечить її проведення без ускладнень до проектної глибини, необхідно мати достовірні дані про значення порового тиску (пластового) і тиску гідророзриву пласта. Визначити градієнт тиску гідророзриву пласта можна на основі даних геофізичних досліджень. Ці дані необхідно також враховувати під час вибору густини промивальної рідини для розкриття продуктивного пласта на рівновазі пластового і вибійного тисків.
Відомо, що градієнти тиску розриву пласта пов’язані з поровим (пластовим) тиском, літологією, віком порід, глибиною залягання пласта, а також напруженим станом гірських порід.
Практика буріння свердловин показує, що визначення нижньої границі густини промивальної рідини, виходячи з умов попередження проявів, є необхідним, але не достатнім для попередження ускладнень. Так, під час буріння сильно розущільнених глин, поровий тиск в яких близький до тиску гідророзриву пласта, навіть незначне збільшення густини промивальної рідини з метою попередження викидів призводить до гідравлічного розриву пласта.
Для якісного розкриття продуктивних пластів необхідно бурити свердловини в оптимальних умовах, тобто на «рівновазі». Це досягається завдяки постійній оцінці та прогнозуванню порових і пластових тисків у процесі проводки свердловини.